# Jerome Kaino
Jerome Kaino (Tutuila, 6 aprile 1983) è un ex rugbista a 15 neozelandese, in carriera attivo nel ruolo di terza linea ala e campione del mondo 2011 e 2015 con gli All Blacks.

## Biografia
Nato nel 1983 nelle Samoa Americane, storicamente il maggior serbatoio di giocatori di football americano fuori dagli Stati Uniti, Kaino vive, insieme con la sua famiglia, in Nuova Zelanda dal 1987.
Inizialmente dedito al XIII nelle file dei Papakura Sea Eagles, passò al XV per continuare a giocare con i suoi nuovi compagni di scuola.
Inizialmente schierato per la rappresentativa giovanile di Auckland, poi per l'analoga formazione nazionale neozelandese, nel 2004 debuttò nella rappresentativa provinciale di Auckland nel National Provincial Championship e nella selezione neozelandese Under-21, risultando il miglior giocatore nella Coppa del Mondo di categoria e, a fine anno, miglior giovane dall'International Rugby Board; incluso nella squadra degli All Blacks in tour in Europa, vestì per la prima volta la maglia della Nazionale maggiore il 4 dicembre 2004 a Twickenham per un incontro con i Barbarians senza valore di test match; il debutto internazionale fu un anno e mezzo più tardi, nel giugno 2006, contro l'Irlanda ad Hamilton.
Nonostante ciò, Kaino non fu più convocato in Nazionale per due anni, complice un tamponamento a catena nel quale fu coinvolto a fine giugno 2006 a seguito del quale gli fu trovato nel sangue un livello di alcool superiore al consentito per legge; rientrato in pianta stabile dal 2008 nel ruolo di flanker, prese parte alla Coppa del Mondo di rugby 2011 con sette incontri e quattro mete, e si laureò campione del mondo con gli All Blacks.
Nel marzo 2012, dopo una stagione di club in cui fu quasi sempre fuori squadra per via di un infortunio alla spalla e il contratto con la franchise dei Blues giunto a scadenza, Kaino firmò un triennale con la formazione giapponese dei Toyota Verblitz, precludendosi così la possibilità di giocare negli All Blacks fino al 2015, stante la clausola per i giocatori della Nazionale neozelandese di militare nelle squadre del Paese.
A fine 2013, tuttavia, la federazione neozelandese lo rimise sotto contratto e dal 2014 tornò ai Blues, tornando in squadra a giugno contro l'Inghilterra e venendo, un anno dopo, convocato per la Coppa del Mondo di rugby 2015 che si aggiudicò per la seconda volta consecutiva, contribuendo alla vittoria con una meta nei quarti di finale contro la Francia e un'altra, più determinante, contro il Sudafrica in semifinale.
Con Sam Whitelock e Sonny Bill Williams condivide il record di 14 vittorie consecutive in incontri di Coppa del Mondo.
Kaino vanta anche un invito nei Barbarians a dicembre 2011 per un incontro a Twickenham contro un XV dell'Australia.
Chiude la sua carriera nel rugby giocato nel giugno 2021 accompagnando il suo Tolosa nella vittoria del Top14 nella finale vinta contro il La Rochelle.

## Palmarès
- Coppe del mondo: 2

Nuova Zelanda: 2011, 2015
- Campionati francesi: 2
Tolosa: 2018-19, 2020-2021
- Champions Cup: 1
Tolosa: 2020-21
- National Provincial Championship: 2

Auckland: 2005, 2007